# Sogdiana Jizzakh
El PFK Sogdiana Jizzakh (en uzbeko: Soʻgʻdiyona professional futbol klubi o Сўғдиёна профессионал футбол клуби, en ruso: Футбольный клуб Согдиана Джизак) es un equipo de fútbol de Uzbekistán que juega en la Liga de Fútbol de Uzbekistán, la máxima categoría de fútbol en el país.

## Historia
Fue fundado en el año 1970 en la ciudad de Jizzakh con el nombre DSK Jizzakh, y han cambiado de nombre varias veces, las cuales han sido:
- 1970—1973: DSK
- 1973—1975: Trud
- 1975: Jizzakh
- 1976—1977: Irrigator
- 1978—1981: Buston
- 1982—1985: Zvezda
- 1986—1989: Yoshlik
- 1990: Sogdiana

El nombre actual del club se debe a la región de donde se localiza la ciudad de Jizzakh y también de uno viejo idioma que se hablaba en la Ruta de la Seda.
Durante la etapa soviética, el club fue campeón de la liga de Uzbekistán en una ocasión en 1972 y llegó a jugar en la Primera Liga Soviética entre 1980 y 1985.
Cuando Uzbekistán se declara país independiente tras la desaparición de la Unión Soviética en 1991, se convierte en uno de los equipos fundadores de la Liga de Fútbol de Uzbekistán al año siguiente, terminando en tercer lugar en la primera temporada de la liga.

## Palmarés

### Era Soviética
- Segunda Liga Soviética (1): 1979
- SSR Uzbek League (1): 1972

### Era Independiente
- First League (3): 2003, 2007, 2012
- Copa de la Liga de Uzbekistán (2): 2011, 2012

## Participación en competiciones de la AFC
| Temporada | Torneo  | Ronda               | Club                | Casa        | Visita      | Global      |
| --------- | ------- | ------------------- | ------------------- | ----------- | ----------- | ----------- |
| 2022      | AFC Cup | Grupo E             | Neftchi Kochkor-Ata | 2–0         | 2–0         | 1° Lugar    |
| 2022      | AFC Cup | Grupo E             | CSKA Pamir Dushanbe | 3–2         | 3–2         | 1° Lugar    |
| 2022      | AFC Cup | Grupo E             | Altyn Asyr          | 3–1         | 3–1         | 1° Lugar    |
| 2022      | AFC Cup | Final Asia Central  | Khujand             | 4–0         | 4–0         | 4–0         |
| 2022      | AFC Cup | Semifinales de Zona | Eastern Long Lions  | 1–0         | 1–0         | 1–0         |
| 2022      | AFC Cup | Final de Zona       | Kuala Lumpur City   | 0–0 (3–5 p) | 0–0 (3–5 p) | 0–0 (3–5 p) |

## Entrenadores
- Nikolay Mednykh (1973)
- Oleg Bugaev (1976)
- Viktor Borisov (1979)
- Ahrol Inoyatov (1980-81)
- Aleksei Mamykin (1982)
- Viktor Tikhonov (1983)
- Gennadi Krasnitsky (1984–85)
- Sergey Dotsenko (1986)
- Yuriy Khristoforidi (1987-89)
- Suyun Murtazaev (1989)
- Sergey Dotsenko (1990)
- Yuriy Khristoforidi (1991-92)
- Viktor Borisov (1992-93)
- Bakhtiyar Ghafurov (1995-96)
- Rauf Inileev (1997–00)
- Bakhtiyar Ghafurov (2003)
- Suyun Murtazaev (2004-06)
- Furqat Esanbaev (2007-08)
- Oleg Tyulkin (2009)
- Rauf Inileev (2010–11)
- Murod Otajonov (2011)
- Davron Fayziev (2012–17)
- Alexander Mochonov (2018)
- Ulugbek Bakayev (2019-)